# Bilbor
Bilbor (in ungherese Bélbor) è un comune della Romania di 2 750 abitanti, ubicato nel distretto di Harghita, nella regione storica della Transilvania.
Il comune è formato dall'unione di 2 villaggi: Bilbor e Răchitiș.
Contrariamente a gran parte del distretto, a Bilbor è minima la presenza di abitanti di etnia Székely.
Bilbor è conosciuta per la presenza nel suo territorio di sorgenti di acque minerali e termali.